# Big Bend (Eswatini)
Big Bend – miasto w Eswatini w dystrykcie Lubombo; 7 tys. mieszkańców (2006). Trzecie co do wielkości miasto kraju.